# Омацу Маюмі
Омацу Маюмі (яп. 大松 真由美; нар. 12 липня 1970) — японська футболістка. Вона грала за збірну Японії.

## Клубна кар'єра
Виступала в «Nikko Securities Dream Ladies». В 1999 року вона перейшла до «OKI FC Winds». Наприкінці сезону 1999 року вона завершила ігрову кар'єру.

## Виступи за збірну
Дебютувала у збірній Японії 8 червня 1997 року в поєдинку проти Китаю. У складі японської збірної учасниця жіночого чемпіонату світу 1999 року. З 1997 по 1999 рік зіграла 12 матчів та відзначилася 1-а голами в національній збірній.

## Статистика виступів
| Збірна Японії | Збірна Японії | Збірна Японії |
| Рік           | Матчі         | Голи          |
| ------------- | ------------- | ------------- |
| 1997          | 6             | 1             |
| 1998          | 5             | 0             |
| 1999          | 1             | 0             |
| Загалом       | 12            | 1             |